# 韋爾德 (緬因州)
韋爾德（英語：Weld）是一個位於美國緬因州富蘭克林縣的市鎮。

## 人口
根據2020年美國人口普查的數據，韋爾德的面積為162.83平方千米，當中陸地面積為154.10平方千米，而水域面積為8.73平方千米。當地共有人口376人，而人口密度為每平方千米2人。